# Émile St. Godard
Émile St. Godard, född 15 augusti 1905 i Winnipeg, Manitoba, död 26 mars 1948 i The Pas, Manitoba, var en kanadensisk slädhundsförare. Han vann uppvisningsgrenen slädhundsrace i de olympiska vinterspelen 1932 i Lake Placid.